# Chlorochaeta alba
Chlorochaeta alba är en fjärilsart som beskrevs av Schneider och Wörtz 1940. Chlorochaeta alba ingår i släktet Chlorochaeta och familjen mätare. Inga underarter finns listade i Catalogue of Life.